# Virginia, Cavan
Virginia (iriska: Acadh an Lúir) är ett samhälle i Cavan i Republiken Irland med 1 734 invånare (2006). Virginia ligger vid huvudvägen N3 mellan Navan och Cavan och intill Lough Ramor. 
Virginia grundlades under bosättningen i Ulster under 1500-talet och fick sitt engelska namn efter Elisabet I av England, The Virgin Queen. Omkring 5 kilometer utanför Virginia ligger Cuilcaigh House där Jonathan Swift ska ha fått grundidén till Gullivers resor.
Förutom bilväg finns det även en busslinje som går till huvudstaden Dublin varje timme.